# Aithaloderma
Aithaloderma is een geslacht van schimmels dat behoort tot de familie Capnodiaceae. De typesoort is Aithaloderma clavatisporum.

## Soorten
Volgens Index Fungorum telt het geslacht 12 soorten (peildatum januari 2022):
| Soortnaam                    | Auteur(s)              | Publicatiejaar |
| ---------------------------- | ---------------------- | -------------- |
| Aithaloderma bambusinum      | Petr.                  | 1931           |
| Aithaloderma camelliae       | Hara                   | 1931           |
| Aithaloderma clavatisporum   | Syd. & P. Syd.         | 1913           |
| Aithaloderma colchicum       | Woron.                 | 1926           |
| Aithaloderma ferrugineum     | L.R. Fraser            | 1935           |
| Aithaloderma fici            | J.M. Mend.             | 1932           |
| Aithaloderma himalayanum     | G.S. Mer & Sati        | 1988           |
| Aithaloderma japonica        | Hara                   | 1931           |
| Aithaloderma longisetum      | Syd. & P. Syd.         | 1914           |
| Aithaloderma peribebuyense   | (Speg. ex Sacc.) Höhn. | 1918           |
| Aithaloderma phyllostachydis | Hara                   | 1931           |
| Aithaloderma viride          | L.R. Fraser            | 1935           |